# Элим (мифология)

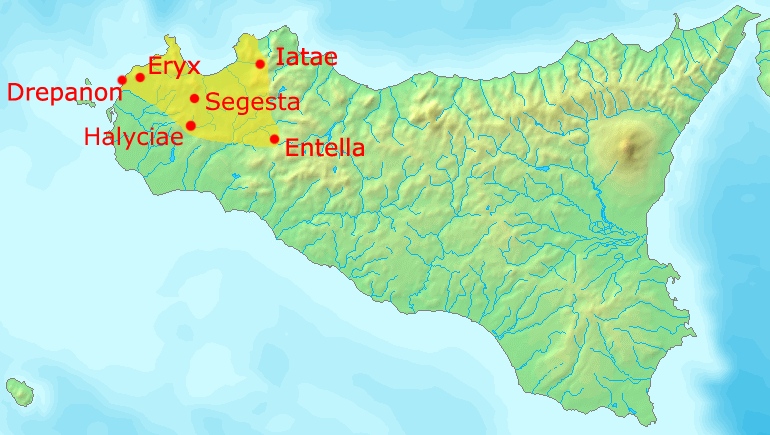
Карта основных поселений элимцев

Элим (др.-греч. Ἔλυμος) — персонаж античной мифологии. Эпоним народа элимов.
Троянец, побочный сын Анхиса. Вместе с ним Эней прибыл в Эгесту (или Сегесту) в Сицилии и овладел городами Эриксом и Лилибеем, назвав реки около Эгесты Скамандром и Симоентом. По Гелланику, покинул Трою ранее Энея. Был царского рода, основал город. Упомянут у Вергилия как юноша с Сицилии. Состязался в беге на играх по Анхису, получил вторую награду.